# Carlos Astrada
Pour les articles homonymes, voir Astrada.
Ne doit pas être confondu avec Carlos Estrada.
Carlos Astrada est un philosophe argentin né à Córdoba le 26 février 1894 et mort à Buenos Aires le 23 décembre 1970.

## Biographie
Une bourse de l'Université de Córdoba lui permet de suivre en Europe les cours de Max Scheler, Nicolai Hartmann et Martin Heidegger dont il diffuse la pensée après son retour à Córdoba (1932). Il enseigne ensuite à Santa Fe, à l'université de Buenos Aires (1936-1956) où il fonda et dirigea l'Institut de philosophie et la revue Cuadernos de Filosofica et à l'université nationale de La Plata (1937-1947), puis, à partir de 1959 à l'Université nationale du Sud de Bahía Blanca. Il donna également des cycles de conférences en Allemagne, en Russie et en Chine.
D'abord proche de la phénoménologie de Husserl et de l'ontologie de Heidegger, qu'il critiquera fortement par la suite, Astrada, après avoir tenté de rapprocher la pensée de Karl Marx et celle de Heidegger, évolue finalement vers un marxisme révolutionnaire et défend la notion de révolution permanente. Il considère le Gaúcho comme la version argentine de l'homme mystique en lutte contre la classe dirigeante.

## Publications
- Le problème épistémologique dans la philosophie actuelle, 1927
- Max Scheler et le problème d'une anthropologie philosophique, 1928
- Idéalisme phénoménologique et métaphysique existentielle, 1936
- Le jeu métaphysique, 1942
- Le marxisme et les eschatologies, 1957
- La dialectique dans la philosophie de Hegel, 1970
- Dialectique et histoire, 1969
- Martin Heidegger, 1970